# Gonia longiforceps
Gonia longiforceps är en tvåvingeart som beskrevs av Tothill 1924. Gonia longiforceps ingår i släktet Gonia och familjen parasitflugor. Inga underarter finns listade i Catalogue of Life.